# Mictomerus melochevillensis
Espèce
Mictomerus melochevillensis est une espèce fossile d'Arthropodes du Cambrien, de la famille des Mictomeridae.

## Systématique
Découverte en novembre 2009 par Pierre Groulx et Mario Lacelle, à Melocheville, Beauharnois, située dans la province de Québec. Les arthropodes, de l'ichnotaxon Protichnites, ont été trouvés dans du Grès de Potsdam, daté de l'époque du Cambrien,. Ils sont exposés au Musée québécois d'archéologie Pointe-du-Buisson.